# Adelphobates castaneoticus
Adelphobates castaneoticus är en groddjursart som först beskrevs av Caldwell och Myers 1990.  Adelphobates castaneoticus ingår i släktet Adelphobates och familjen pilgiftsgrodor. IUCN kategoriserar arten globalt som livskraftig. Inga underarter finns listade i Catalogue of Life.

## Bildgalleri

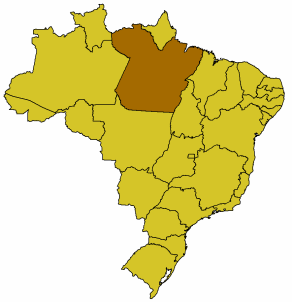